# مؤشر رعاية الطفل
 مؤشر رعاية الطفلمجموعة من المعايير التي تعمل كمؤشرات لجودة رعاية الطفل. يتم تطوير هذه المعايير من قبل الحكومات وخبراء رعاية الأطفال وأطباء الأطفال. هذه المعلومات مفيدة للآباء الذين يسعون للحصول على رعاية جيدة للأطفال وللمدراء والموظفين العاملين في أماكن رعاية الأطفال لضمان جودة الإعدادات والبرامج. وتشمل مؤشرات رعاية الطفل النوعية نسب الموظفين إلى الأطفال، وقد ارتبطت تجارب الطفولة في أماكن رعاية الأطفال الجيدة بالتطور الإيجابي والخبرات في وقت لاحق من الحياة. كما تم تحديد العوائق التي تحول دون الوصول إلى رعاية الأطفال الجيدة. أدرجت الأمم المتحدة التعليم والرعاية في مرحلة الطفولة المبكرة (ECEC) كهدف في مشروع الأهداف الإنمائية للألفية وقد حددتها منظمة التعاون الاقتصادي والتنمية (OECD) ) كمجال هام لتطوير السياسة في المستقبل.